# James Sowerby
James Sowerby (ur. 21 marca 1757 w Londynie, zm. 25 października 1822 w Londynie) – angielski przyrodnik i ilustrator.

## Życiorys
James Sowerby urodził się w dzielnicy Lambeth w Londynie. Studiował sztukę na Royal Academy of Arts. William Curtis nauczył go, jak najlepiej przedstawiać rośliny i ich kwiaty. J. Sowerby poślubił Annę Brettingham De Carle i w 1786 r. przeprowadził się do jej domu na Mead Place. Mieli czworo dzieci. Dwaj synowie James De Carle Sowerby (1787–1871) i Georg Brettingham Sowerby I (1788–1854) poszli w ślady ojca i zostali przyrodnikami i ilustratorami książek przyrodniczych. Również niektórzy wnukowie Jamesa wybrali tę drogę. Sowerbyowie na przestrzeni ponad 100 lat stali się znaną rodziną przyrodników, kolekcjonerów, artystów i wydawców. W latach 1789–1897 napisali i zilustrowali ponad 100 dzieł historii naturalnej.

## Osiągnięcia
Miał szerokie zainteresowania przyrodnicze obejmujące botanikę, zoologię, mykologię i mineralogię. Jego talenty malarskie jako pierwszy odkrył L'Hértier de Brutelle, który zlecił mu wykonanie ilustracji do monografii Geranologia. James Sowerby zilustrował także dwie jego późniejsze prace. Będący dyrektorem Chelsea Physic Garden William Curtis zatrudnił J. Sowerbyego do wykonania i grawerowania około 70 ilustracji do The Botanical Magazine. Sowerby stosował żywe kolory, by publikacje przyrodnicze były atrakcyjne dla szerokich rzesz czytelników.
W 1790 roku rozpoczął wykonywać ilustracje do 36-tomowego dzieła, które było opublikowane w ciągu następnych 23 lat. Znane jest jako Botanika Sowerbyego, ale autorem tekstu był James Edward Smith. W pierwszym wydaniu tylko Sowerby figurował jako autor dzieła, w późniejszych wydaniach uwzględniono już obydwu autorów. Dzieło to zawiera 2592 kolorowe ryciny J. Sowerbyego i jest uważane za jego największą pracę. Druga jego wielka praca Mineral Conchology of Great Britain zawiera opisy i skamieniałości bezkręgowców. Była wydawana w częściach przez 34 lata i zawiera 650 jego kolorowych rysunków.
Wydał także ilustrowane mineralogie: Or Coloured Figures Intended to Elucidate the Mineralogy of Great Britain (Londyn 1804-1817) i Exotic Mineralogy: Or Coloured Figures of Foreign Minerals as a Supplement to British Mineralogy (Londyn, 1811–1820).
J. Sowerby opisał jako pierwszy niektóre gatunki grzybów i roślin. W ich nazwach naukowych dodawany jest cytat Sowerby. Wykonał liczne ilustracje do atlasów grzybów.
Prowadził korespondencję z wieloma naukowcami. Wymieniał się z nimi okazami minerałów, skamieniałości i okazami zielnikowymi. W rezultacie z własnych zbiorów i przysłanych przez innych naukowców eksponatów zgromadził kolekcję liczącą kilka tysięcy minerałów, ogromną różnorodność skamielin, większość roślin występujących w Anglii oraz około 500 eksykatów grzybów i zakonserwowanych zwierząt. Obecnie znajdują się w muzeum. Wśród minerałów jest pierwszy zarejestrowany w Anglii meteoryt z Yorkshire.